# Дом Блуа
Дом де Блуа (фр. Maison de Blois), Блуа-Шампань (фр. Maison Blois-Champagne) или Тибальдины) — французский знатный род франкского происхождения, представители которого оставили заметный след в истории средневековой Франции, Англии, Наварры и ряда других государств.

## История
Родоначальником этого дома считается Тибо Старый, но основу могущества рода заложил его сын, Тибо Плут. Он и его потомки собрали в своих руках графства Блуа, Шартра, Шатодена, Труа, Мо и др., затем стали графами Шампани и королями Наварры.
Контролируя также архиепископство Буржское, они конкурировали в своём могуществе с графами Анжуйскими, а также с королями Франции из Капетингской династии, домен которых окружали их владения.

## Главные представители

Герб графов Шампани

- Этьен III де Блуа (1096—1154), ставший королём Англии под именем Стефана Блуаского;
- Генрих II Шампанский (1166—1197), ставший королём Иерусалима;
- Адель Шампанская (ок. 1140—1206), королева и регентша Франции, жена короля Людовика VII и мать короля Филиппа II Августа;
- Тибо IV Великий (1201—1253), ставший королём Наварры под именем Тибо (Тебальдо) I.

## Примечание
1. ↑  Во французской историографии получили название Тибальдины вследствие того, что большинство старших представителей рода носили имя Тибо (лат. Thibaldus). В русской историографии этот род назван дом де Блуа или Блуа-Шампань по основным владениям фамилии.